# Greater fool theory
Die Greater fool theory (englisch etwa „Theorie des größeren Trottels“ oder „Größter-Trottel-Theorie“) ist eine Theorie und Anlagestrategie in der Finanzanalyse. Sie besagt, dass der Preis eines Finanzproduktes allein dadurch bestimmt wird, ob man es zu einem späteren Zeitpunkt zu einem noch höheren Preis verkaufen kann. Die Person, die den höheren Preis zahlt, ist der „größere Trottel“.

## Kernaussage
In der klassischen Finanzanalyse geht man davon aus, dass jedes Finanzprodukt (wie beispielsweise eine Aktie oder eine Immobilie) einen angemessenen „inneren Wert“ hat. Dieser unterscheidet sich vom Marktwert, also dem Preis, zu dem das Finanzprodukt am Markt gehandelt wird. Wenn ein Käufer ein Finanzprodukt zu einem Marktwert unterhalb des inneren Wertes kauft, so macht er ein gutes Geschäft. Im Umkehrschluss sollten Käufer es vermeiden, am Markt Preise oberhalb des inneren Wertes zu zahlen.
Die Greater fool theory widerspricht dieser Annahme. Sie geht davon aus, „dass es sich lohne, ein Spekulationsobjekt über Wert zu erwerben, weil sich bestimmt ein noch größerer „Trottel“ finde, der es zu einem noch höheren Kurs kaufe.“ Damit gehört die Greater fool theory zum Themenfeld Spekulation: Investoren kaufen wissentlich (zu) hoch bewertete Finanzprodukte (tätigen somit eine objektiv fragwürdige Investition), weil sie darauf spekulieren, dass sie „einen größeren Dummkopf als sich selbst“ finden, an den sie zu einem noch höheren Preis weiterverkaufen können. In einem solchen Szenario profitieren rationale Investoren bewusst aufgrund einer irrationalen Entwicklung, von der erwartet wird, dass sie sich weiter verstärkt. Damit tragen sie zur Bildung von Spekulationsblasen bei.

„Diese Theorie besagt, dass Menschen eine überteuerte Aktie kaufen, weil sie glauben, dass sicher jemand bereit ist, noch mehr zu investieren. Und tatsächlich findet sich fast immer ein noch größerer Idiot mit derselben Hoffnung. Aus der Angst Einzelner, etwas zu verpassen, entstehen so mitunter Blasen.“

## Beispiele
Zu den Assets, die mit der Greater fool theory in Verbindung gebracht werden, gehören Immobilien, Aktien, Kryptowährungen wie der Bitcoin oder der Dogecoin sowie NFTs und Gold.